# Posada de Valdeón
Pour l’article homonyme, voir Valdeón.
Posada de Valdeón est une commune d'Espagne dans la comarque de Montaña de Riaño, province de León, communauté autonome de Castille-et-León, au cœur du massif central des Pics d'Europe.

## Géographie
La vallée dans laquelle la commune se trouve est enclavée entre le massif occidental (es) et le massif central des Pics d'Europe, c'est pourquoi la vallée est connue comme étant le cœur des Pics d'Europe. Elle est traversée par la rivière Cares du sud vers le nord. Le dernier village de la vallée est Caín de Valdeón, depuis lequel on peut s'engager dans le sentier du Cares qui mène à Poncebos dans les Asturies.
La commune s'étend sur 164,6 km2.
Sur le territoire de la commune se trouve le point culminant des Pics d'Europe, Torre de Cerredo, partagé avec les Asturies. Une partie de ce territoire fait partie du Parc national des Picos de Europa, créé en 1918 sous le nom « Parc national de la montagne de Covadonga » qui fut alors le premier parc national espagnol.

## Localités
Les localités suivantes font partie de la commune (municipio en castillan) de Posada de Valdeón :
- Caín de Valdeón
- Caldevilla de Valdeón
- Cordiñanes de Valdeón (es)
- Los Llanos de Valdeón
- Posada de Valdeón, qui est la capitale de la commune (municipio)
- Prada de Valdeón (es)
- Santa Marina de Valdeón (es)
- Soto de Valdeón (es)

Selon le système administratif espagnol, Posada de Valdeón est donc une commune (municipio), et une localité qui est la capitale de la commune.

## Histoire
Posada de Valdeón était déjà la capitale de la commune médiévale de Valdeón, formée comme aujourd'hui des localités de Los Llanos, Prada, Cordiñanes, Soto et Caldevilla. À la différence des localités de Caín et Santa Marina qui étaient sous la coupe de seigneurs locaux, la commune de Valdeón dépendait des instances royales pendant toute son histoire.

## Sites et monuments
- L'église paroissiale actuelle de Posada de Valdeón dédiée à Santa Eulalia (Sainte Eulalie) est présente dans un document de 1098. Au milieu du XIIe siècle, elle figurait déjà comme paroisse. Elle abrite un pilier baptismal roman avec une inscription datée de 1158.

- Une nécropole médiévale, creusée et mise en valeur, indique l'emplacement de l'ancienne église de San Pedro de Barrejo (Saint-Pierre de Barrejo), figurant dans deux documents de 1098 et 1113.

- Récemment ont été trouvés les restes d'une église probablement médiévale qui pourrait avoir été dédiée à San Juan (Saint Jean).

- Il existait également un monastère appelé San Sebastián (Saint-Sébastien), cité dans deux documents de 1093 et 1189, que devait être situé dans la localité de Los Llanos, où apparurent également des tombes médiévales en lauzes.

- Dans l'ancienne commune de Valdeón se trouvait le Monasterio de San Isidoro (Monastère de Saint-Isidore), construit par les moines de Santa Marina de Valdeón vers 1093.

- L'église paroissiale San Pedro (Saint-Pierre) de la localité de Soto de Valdeón fut également un monastère au début du XIIe siècle.

## Démographie
Posada de Valdeón comptait 543 habitants en 2007 et environ 491 habitants en 2011.

## Géologie et spéléologie
Parmi les 95 cavités géologiques mondiales dont la profondeur atteint les mille mètres, plus de 20 se trouvent en Espagne, dont de nombreuses dans les Pics d'Europe. Certains experts en géologies ont alors parlé des Pics d'Europe comme « l'Himalaya de la spéléologie ».
La zone possède 300 cavités et a commencé à faire l'objet de visites spéléologiques à partir des années 1970. Parmi les plus profondes se trouvent La Oliseda (806 m) de profondeur, La Horcadina (803 m), Los Mandriles (200 m) et El Sumidero (170 m), grottes qui n'offrent plus de perspectives de nouvelles découvertes, à cause de siphons inaccessibles ou de verticalité trop dangereuse à explorer. Mais en 2002 et 2003, le GEM (Grupo Espeleológico Matallana) a pu explorer deux profonds réseaux : Sima de la Cornisa et Torca Magali, le premier, d'une profondeur de 1 107 m et le second de 400 m de profondeur. Les spéléologues ont alors découvert que le fond de Torca Magali débouche sur la cime de Sima de la Cornisa, ce qui classe l'ensemble de ce double réseau parmi les plus profondes cavités d'Espagne et du monde. D'une profondeur totale de 1 507 m, il est classé au 2e rang des cavités espagnoles les plus profondes et au 8e rang mondial. On y accède à 1 400 m au-dessus du village de Caín de Valdeón, ou par le Mirador del Cable, point d'arrivée du téléphérique de Fuente Dé après deux kilomètres de marche. On suppose que ce réseau alimente une résurgence du Cares appelée Fuente de los Molinos (Fontaine des Moulins) près de Caín.